# Anta (provincie)
Anta is een van de dertien provincies in de regio Cuzco, gelegen in het zuidelijk gebergte van Peru. De provincie heeft een oppervlakte van 1876 km² en telt 56.302 inwoners (2015). De hoofdplaats van de provincie is het district Anta.

## Bestuurlijke indeling
De provincie Anta is verdeeld in negen districten, met elk een burgemeester. Hieronder staat een lijst met de districten, UBIGEO tussen haakjes.
- (080302) Ancahuasi
- (080301) Anta, hoofdplaats van de provincie
- (080303) Cachimayo
- (080304) Chinchaypujio
- (080305) Huarocondo
- (080306) Limatambo
- (080307) Mollepata
- (080308) Pucyura
- (080309) Zurite

Acomayo · Anta · Calca · Canas · Canchis · Chumbivilcas · Cuzco · Espinar · La Convención · Paruro · Paucartambo · Quispicanchi · Urubamba